# Plumipalpia simplex
Plumipalpia simplex là một loài bướm đêm trong họ Erebidae.